# 판셀로
판셀로(အိမ့်ပိုးဥ, 1990년 4월 14일~)는 미얀마의 작가이자 민주화운동가이다. 그녀는 미얀마 군부를 비판 하고 미얀마 군사 정권 및 정치 장군들에 대해 가장 강력하게 비판하는 젊은 여성 작가이자 민주화운동가로 잘 알려져 있다.

## 어린시절과 교육
판셀로는 1990년 4월 14일에 미얀마 에야워디도 먀웅먀에서 태어났다. 그녀는 2011년에 다곤대학교에서 공업화학으로 학사 학위를 취득했다.

## 경력 및 행동
판셀로는 주로 군부를 비판하면서 테인 세인 대통령의 실정에 대해서 주로 그 문제점을 폭로했다. 특히 민족민주연맹에 입당하고 아웅산 수치 고문의 측근으로 2015년 총선에 참여하여 적극적으로 민주 진영이 이길 수 있도록 헌신했다.
그녀는 2016년에 문학 경력을 시작했으며 Under The Mask (မျက်နှာဖုံးတွေရဲ့အောက်) 라는 책을 출판했다. 이 책은 2016년 미얀마의 베스트셀러 중 하나가 되었다.
2017년에 그녀는 자신의 페이스북 계정에 미얀마 군 총사령관 Min Aung Hlaing 과 폭도를 선동하는 불교 승려 Wirathu를 비판하는 게시물을 작성 하고 양곤의 한 식당에서 불교 Abbot Ein Daka에 대한 공격에 대해 글을 썼다는 이유로 군부에게 고소당했다. 그녀는 온라인 명예 훼손을 금지하고 최대 2년의 징역형을 선고하는 통신법 66조 (d)항에 따라 기소되었다. 2020년 9월 12일, 탐웨 타운십 법원은 그녀가 통신법 66조 (d)항을 위반한 죄가 없다고 판결했다. 
2021년 2월 1일, 군부는 쿠데타 이후 판셀로를 체포하려 했지만 실패했고 2021년 2월 13일, 2021년 미얀마 쿠데타 여파로 판셀로와 6명의 다른 유명 인사가 기소되었다. 소셜 미디어 게시물을 통해 국가에 대한 불안을 선동하고 "대중의 평온"을 위협한 혐의로 국가 관리 위원회가 미얀마 형법 505(b)항에 따라 체포 영장을 발부했다.
판셀로는 군사 정권의 주요 목표 중 하나가 되었다. 그녀는 이후 양곤에서 태국으로 탈출했고 결국 정치적 난민으로 미국으로 도피했다. 미얀마를 탈출하는 과정에서 그녀는 자신이 한 모든 일을 일관되게 기록해 왔으며, 그 100일 간의 피난 생활을 "악몽"이라고 묘사했다. 그럼에도 판셀로는 도피기간에도 소셜 미디어에서 민주화 시위를 동원하는 캠페인을 이끌었다.
2022년 2월 1일에 미얀마 쿠데타 1주기를 맞아 그녀의 첫 한국어 번역 작품인 "봄의 혁명"이 한국에서 출간되었다. 이 책에서는 미얀마의 민주주의를 향한 노력과 그녀의 탈출기, 군부에 대한 미얀마 국민의 저항을 이야기한다. 그리고 개정판은 2024년에 출간되었다.
2022년 2월 17일, 그녀의 집과 사업체 재산은 군사 위원회에 의해 몰수되었다. 이어 3월 4일 미얀마 군부의 통치 기구인 군사 평의회는 그녀의 국적을 불법적으로 박탈했다. 2022년 12월 25일 김근태재단이 주관하는 민주주의자 김근태상을 수상했다. 특히 김근태재단이 외국인에게 민주주의상을 수여한 것은 이번이 처음이다.
한편 대한민국 문재인 대통령이 미얀마 유학생의 권유로 그녀의 저서를 추천하고 미얀마 민주주의에 대한 지지 의사를 밝혔다.
1. ↑  https://www.facebook.com/permalink.php?story_fbid=pfbid02PMFcKgrMKRHXGJbrt8oVKv6ehEiaZMecypmiwSecW68m1ZmAnNa4hMmcX2Lj5qvRl&id=100092274427028